# Hannes Zaugg-Graf
Hannes Zaugg-Graf (* 24. Dezember 1966; † 29. März 2025 in Uetendorf) war ein Schweizer Politiker (GLP, zuvor SP).

## Leben
Hannes Zaugg-Graf war ab dem 1. Juni 2010 Mitglied des Grossen Rats des Kantons Bern, den er von Juni 2019 bis Juni 2020 präsidierte. Im Mai 2025 wurde Romeo Arnold vom Regierungsrat zu seinem Nachfolger als gewählt erklärt. Von 2020 bis 2022 stand er als Präsident der Kommission für Staatspolitik und Aussenbeziehungen vor. Er war während zwölf Jahren, von 2002 bis 2013, Gemeindepräsident von Uetendorf, Nachfolger wurde Albert Rösti.
Bis 2013 gehörte Hannes Zaugg-Graf der Sozialdemokratischen Partei (SP) an. Er verliess die Partei und später auch die SP-Fraktion, nachdem sich ein regionaler Parteitag für separate Frauen- und Männerlisten bei den Grossratswahlen von 2014 ausgesprochen hatte. Im selben Jahr wurde er auf der Liste der Grünliberalen als Grossrat bestätigt.
Zaugg-Graf starb unerwartet im März 2025 im Alter von 58 Jahren. Er wohnte in Uetendorf und war verheiratet.